# Midnat
|  | Midnat er også navnet på et album af Joey Moe, se Midnat (album) |
Det er midnat, når Solen er længst under horisonten – eller, hvor der er midnatssol, når Solen står lavest på himlen.
Midnat er døgnets modsætning til middag.
I moderne tid er midnat tidspunktet, hvor der skiftes fra et døgn til det næste, klokkeslættet 00:00:00. Tidligere begyndte næste dag, når solen gik ned – derfor går jødedommens sabbat fra solnedgang fredag aften til solnedgang lørdag aften.